# Organización territorial del virreinato del Río de la Plata
El virreinato del Río de la Plata o virreinato de Buenos Aires fue una entidad territorial y administrativa establecida por la Corona de España en América del Sur, provisionalmente el 1 de agosto de 1776 y formalmente el 27 de octubre de 1777. 
El territorio original del virreinato del Río de la Plata se formó en 1776 a partir del corregimiento de Cuyo, que hasta entonces era parte de la Capitanía General de Chile, y del distrito de la Real Audiencia de Charcas perteneciente al virreinato del Perú. Este comprendía las gobernaciones del Paraguay, Tucumán, Río de la Plata y Santa Cruz de la Sierra, los gobiernos de Montevideo, Misiones Guaraníes, Chucuito y Potosí, la comandancia política y militar de las Islas Malvinas, los corregimientos de La Paz, Oruro y de Chichas y Tarija, y 19 corregimientos de indios del Alto Perú. Estos territorios en la actualidad son parte de Argentina, Bolivia, Brasil, Chile, Paraguay y Uruguay. La inclusión como parte del virreinato de una franja en la costa tropical del desierto de Atacama en Chile y de la Patagonia oriental no suelen ser aceptados por la historiografía tradicional chilena. Incluyó también nominalmente a las islas Fernando Poo (hoy Bioko) y Annobón en la actual Guinea Ecuatorial en África, que fueron cedidas por Portugal en 1777, pero que una expedición española falló en su intento de colonizarlas. 
La Revolución de Mayo en 1810 —precedida por las sofocadas revoluciones de Chuquisaca y La Paz de 1809— puso fin a su unidad y culminó con la completa segregación de este virreinato respecto del poder español en 1825.

## Configuración de las fronteras del virreinato
Por el tratado de San Ildefonso en 1777 Portugal reconoció la soberanía de España sobre la Colonia del Sacramento y la isla San Gabriel en el Río de la Plata, a cambio de la renuncia española definitiva al territorio de Río Grande, al norte de la Banda Oriental, que había sido ocupado paulatinamente por Portugal y cuya posesión consolidó con el Tratado de Madrid (1750). El artículo III del tratado de 1777 fijó los límites en la Banda Oriental y en las Misiones Orientales: 

Para evitar otro motivo de discordias entre las dos Monarquías, que ha sido la entrada de la Laguna de los Patos, o Río Grande de San Pedro, siguiendo después por sus vertientes hasta el río Yacuy, cuyas dos bandas y navegación han pretendido pertenecerlas ambas Coronas, se han convenido ahora en que dicha navegación y entrada queden privativamente para la de Portugal: extendiéndose su dominio por la ribera meridional hasta el arroyo de Tahim, siguiendo por las orillas de la Laguna de la Manguera en línea recta hasta el mar, y por la parte del continente irá la línea desde las orillas de dicha Laguna de Merín, tomando la dirección por el primer arroyo meridional, que entra en el sangradero o desaguadero de ella, y que corre por lo más inmediato al fuerte portugués de fuerte de São Gonçalo: desde el cual, sin exceder el límite de dicho arroyo, continuará la pertenencia de Portugal por las cabeceras de los ríos que corren hacia el mencionado Río Grande y hacia el Yacuy, hasta que, pasando por encima de las del río Araricá y Coyacuí, que quedarán de la parte de Portugal, y la de los ríos Piratiní e Ibiminí, que quedarán de la parte de España, se tirará una línea que cubra los establecimientos portugueses hasta el desembocadero del río Pepirí-Guazú en el Uruguay y así mismo salve y cubra los establecimientos y Misiones españolas del propio Uruguay, que han de quedar en el actual estado en que pertenecen a la Corona de España. Recomendándose a los Comisarios, que lleven a ejecución esta línea divisoria, que sigan en toda ella las direcciones de los montes, por las cumbres de ellos, o de los ríos, donde los hubiere a propósito; y que las vertientes de dichos ríos, y sus nacimientos, sirvan de marcos a uno y a otro dominio, donde se pudiere ejecutar así; para que los ríos que nacieren en un dominio y corrieren hacia él, queden desde sus nacimientos a favor de aquel dominio, lo cual se puede efectuar mejor en la línea que correrá desde la Laguna Merin hasta el río Pepirí-Guazú, en cuyo paraje no hay ríos grandes que atraviesen de un terreno a otro, porque donde los hubiere, no se podrá verificar este método, como es bien notorio; y se seguirá el que en sus respectivos casos se especifica en otros artículos de este tratado, para salvar las pertenencias y posesiones principales de ambas Coronas. Su Majestad Católica, en su nombre, y en el de sus herederos y sucesores, cede a favor de Su Majestad Fidelísima, de sus herederos y sucesores, todos y cualesquier derechos que le puedan pertenecer a los territorios que, según va explicado en este artículo, deben corresponder a la Corona de Portugal.

Desde la confluencia de los ríos Uruguay y Pepirí Guazú la línea limítrofe continuaba por éste hasta sus nacientes, pasando luego al río San Antonio y al Iguazú, y por éste hasta el Paraná siguiéndolo hasta el río Igurey. Desde allí la línea fue definida por el artículo IX: 

Desde la boca o entrada del Igurey seguirá la raya, aguas arriba de este, hasta su origen principal; y desde él se tirará una línea recta por lo más alto del terreno, con arreglo a lo pactado en el citado artículo VI, hasta hallar la cabecera o vertiente principal del río más vecino a dicha línea, que desagüe en el Paraguay por su ribera oriental, que tal vez será el que llaman Corrientes. Y entonces bajará la raya por las aguas de este río hasta su entrada en el mismo Paraguay, desde cuya boca subirá por el canal principal que deja este río en tiempo seco, y seguirá por sus aguas hasta encontrar los pantanos que forma el río, llamados la Laguna de los Xarayes, y atravesará esta laguna hasta la boca del Jaurú.

Continuaba luego en línea recta hasta la confluencia de los ríos Sararé y Guaporé, siguiendo por éste y luego por el Mamoré y el Madera, hasta un punto intermedio entre el nacimiento del Madera y su desembocadura en el río Amazonas. Desde este punto seguía una línea recta paralela al ecuador hasta el río Yavarí.

## Desarrollo histórico
El 5 de agosto de 1777 fueron creadas las gobernaciones militares de Moxos y de Chiquitos, a cargo de Ignacio Flores y del coronel Bartolomé Verdugo respectivamente. Durante la expedición militar del virrey Pedro de Ceballos en 1777, fue establecido el gobierno de la isla de Santa Catalina, el cual desapareció al ser devuelta esa isla a Portugal en 1778.
Para su mejor administración, la Real Ordenanza de Intendentes de Ejército y Provincia del 28 de enero de 1782 dividió el virreinato del Río de la Plata en ocho intendencias o provincias: 

Art. 1º: A fin de que mi Real voluntad tenga su pronto y debido efecto, mando dividir por ahora en ocho Intendentes el distrito de aquel Virreinato, y que en lo sucesivo se entienda por una sola Provincia el territorio o demarcación de cada Intendencia con el nombre de la Ciudad o Villa que hubiese de ser su Capital, y en que habrá de residir el Intendente quedando las que en la actualidad se titulan Provincias con la denominación de Partidos, y conservando estos el nombre que tienen aquellas. Será una de dichas Intendencias la General del Ejército y Provincia que ya se halla establecida en la Capital de Buenos Aires y su distrito privativo será todo el de aquel Obispado. Las siete restantes, que han de crearse, serán solo de Provincia; y se habrá de establecer una en la Ciudad de la Asunción del Paraguay, que comprenderá todo el territorio de aquel Obispado; otra en la Ciudad de San Miguel del Tucumán debiendo ser su distrito todo el Obispado de este nombre; otra en la Ciudad de Santa Cruz de la Sierra, que será comprensiva del territorio de su Obispado; otra en la Ciudad de Paz, que tendrá por distrito todo el Obispado del mismo nombre, y además las Provincias de Lampa, Carabaya y Azángaro; otra en la Ciudad de Mendoza, que ha de comprender todo el territorio de su corregimiento, en que se incluye la Provincia de Cuyo; otra en la Ciudad de La Plata, cuyo distrito será el del Arzobispado de Charcas, excepto la Villa de Potosí con todo el territorio de la Provincia de Porco en que está situada, y los de los de Chachanta o Charcas, Atacama, Lípez, Chichas y Tarija, pues estas cinco Provincias han de componer el distrito privativo de la restante Intendencia, que ha de situarse en la expresada Villa, y tener unida la superintendencia de aquella Real Casa de Moneda, la de sus Minas y Mita, y la del Banco de recates con lo demás correspondiente. Y las expresadas demarcaciones se especificarán respectivamente en los títulos que se espedieren a los nuevos Intendentes que Yo elija, pues me reservo nombrar siempre y por el tiempo de mi voluntad para estos empleos personas de acreditado celo, honor, integridad y conducta, como que descargaré en ellas mis cuidados, cometiendo al suyo el inmediato gobierno y protección de mis Pueblos.

Se suprimieron los corregimientos y gobiernos políticos militares a excepción de los de Montevideo y Misiones: 

Art. 7º: Los demás corregimientos y gobiernos políticos de todo el referido Virreinato (a excepción del de Montevideo y del de los treinta Pueblos de Misiones de Indios Guaraníes que le tiene unidos al militar han de quedar extinguidos conforme vayan vacando, o cumpliendo el tiempo de cinco años los provistos en ellos; y entre tanto estarán inmediatamente sujetos y subordinados a los respectivos Intendentes de su distrito, quienes por el mismo tiempo subdelegarán sus encargos en los referidos corregidores y gobernadores para que así se uniforme desde luego el gobierno de todas las Provincias, y se evite la confusión que siempre causa la diversidad de jurisdicciones y Ministros. Y los expresados dos gobiernos que se exceptúan de la prefinida extinción han de continuar con la causa de Justicia reunida al mando militar en sus respectivos territorios o distritos, como también la de Policía en cuanto toque a lo particular de la Ciudad, Villa o Pueblo en que tuviere su fixa residencia el Gobernador, porque en lo que sea general de la Provincia se reserva al Intendente de ella.

El 17 de abril de 1778 partió desde Montevideo una expedición de tres buques a África para tomar posesión de las islas de Fernando Poo y Annobón cedidas por Portugal en virtud de los anexos secretos del tratado de San Ildefonso de 1777. El brigadier de los Reales Ejércitos Felipe de Santos Toro conde de Argelejo, encabezó la expedición con el encargo de gobernar las islas, pero murió el 14 de noviembre de 1778 quedando al mando Fernando Primo de Rivera hasta que el 31 de octubre de 1780 una sublevación de sus tropas lo puso prisionero, trasladándose los sobrevivientes a la isla de Santo Tomé perteneciente a Portugal.
El virrey Juan José de Vértiz y Salcedo creó transitoriamente en 1780 el gobierno de Tarija, que no subsistió por mucho tiempo.
El 5 de agosto de 1783, el rey hizo, en San Ildefonso, 17 modificaciones a la real ordenanza de 1782: 

I. – Teniendo determinado y prevenido por la citada Real Orden de 20 de Julio del año próximo antecedente, que los actuales Jefes de las Provincias de aquel Virreynato ejerzan sus respectivas Intendencias, es mi soberana voluntad que en lo sucesivo así ellos como los que yo nombrase para iguales destinos, se denominan Gobernadores Intendentes; y que los títulos de este nuevo empleo se les despache por ahora por la Secretaría de Estado y del Despacho Universal de Indias, a fin de que desde luego entren al ejercicio de todas las facultades que les concede la mencionada Ordenanza, y en que en su consecuencia cesen inmediatamente en el de sus empleos todos los Corregidores cuyos distritos estén comprendidos en el mismo Virreinato.

II. – La excepción contenida en el artículo 7º de la enunciada Ordenanza de Intendentes con objeto a que subsistan el Gobierno de Montevideo y el de los treinta pueblos de Indios Guaraníes, ha de ser y entenderse comprensiva igualmente de los otros dos gobiernos de Mojos y Chiquitos respecto de serles común la circunstancia que en aquéllos motivó la dicha excepción, y consiguientemente deberán también subsistir.

III. – Atendiendo a lo poco sana que es la Ciudad de Santa Cruz de la Sierra; y a las ventajosas circunstancias que en esta parte y otras no menos recomendables, concurren en la Villa Capital de Cochabamba y la hacen preferible para establecer en ella la Intendencia que por el Artículo 1º de la ya citada Ordenanza se mandó erigir en la dicha Ciudad de Santa Cruz, quiero y es mi voluntad que así se ejecute, y que consiguientemente sea la enunciada Villa la Capital de aquel Gobierno o Intendencia: cuyo distrito se ha de componer del que es propio del actual Gobierno de Santa Cruz, y del que corresponde a la referida Villa, el cual por consecuencia se ha de desmembrar del que por el mismo Artículo 1º se señaló a la Intendencia y Provincia de la Plata.

IV. – Por muy justas y recomendables razones, calificadas con los más verídicos y autorizados informes dirigidos a mis Reales manos por el actual Virrey de Buenos Aires apoyándolos con el Suyo de 26 de Enero de 1781, tuve por preciso y conveniente a mi Real Servicio y a la Causa Pública de aquellos mis dominios, resolver en 26 de Febrero de 1782, y en su consecuencia mandar por la ya citada Real Orden de 29 de Julio siguiente, que se dividiese en dos Gobiernos el de la Provincia de Tucumán con el agregado de la de Cuyo, y conforme al Plan propuesto por los enunciados informes; debiendo en su consecuencia quedar por residencia y Capital del nuevo Gobierno la Ciudad de Córdoba del Tucumán, y comprender además las de Mendoza, San Juan del Pico, San Luis de Loyola y Rioja con sus respectivos distritos; y situarse la residencia del otro Gobierno del resto de la dicha Provincia en la Ciudad de Salta como más proporcionada a ser la Capital de las de Jujuy, San Miguel, Santiago del Estero y Catamarca, con sus correspondientes jurisdicciones. Y siendo consiguiente a esta variación hacerla también en las residencias que por el Artículo 7º de la citada Ordenanza se determinaron a las dos Intendencias que por el mismo se mandaron establecer en el propio territorio que han de abrazar los expresados dos Gobiernos, es mi voluntad y mando que la Intendencia a que se señaló por Capital la Ciudad de Mendoza se sitúe en la de Córdoba del Tucumán y que la mandada erigir en la Ciudad de San Miguel se establezca en la de Salta, uniéndose una y otra a los respectivos Gobiernos para que el distrito señalado a cada uno de ellos sea el de su Intendencia, y se entienda por una sola Provincia, según está dispuesto por el mencionado Artículo 1º, quedando el ejercicio de Vice Patronato en toda ella a su Gobernador Intendente en observancia de lo prescripto acerca de este particular en el Artículo 6º de la referida Ordenanza.

El rey designó el 22 de agosto de 1783 a los primeros 7 gobernadores intendentes. La adopción del sistema de intendencias en el virreinato fue dado a conocer en Buenos Aires el 29 de noviembre de 1783 por bando del virrey Vértiz, junto con los nombres de los 7 intendentes designados por el rey.
Entre fines de 1783 y los primeros meses de 1784 fueron instalados los primeros gobernadores intendentes y 5 de junio de 1784 se creó la intendencia de Puno con los partidos de Chucuito, Lampa, Azángaro y Carabaya.
El 1 de febrero de 1796 la intendencia de Puno pasó a depender del virreinato del Perú y sus cinco partidos de la Audiencia del Cuzco.
El gobierno de las antiguas Misiones Jesuíticas existió hasta 1782 cuando fue dividido entre las intendencias de Buenos Aires y Paraguay, fue restablecido en 1803 hasta 1806, año en que su gobernador fue encargado también de la intendencia del Paraguay, para ser nuevamente separado de ésta en 1809 con la parte al sur del río Paraná y habiendo perdido las Misiones Orientales ocupadas por Portugal.
El 8 de agosto de 1801 un grupo de irregulares portugueses aliados con algunos guaraníes descontentos, en el contexto de la guerra de las Naranjas, ocuparon el pueblo de San Miguel Arcángel y pocos días después conquistaron el resto del departamento y el pueblo de San Francisco de Borja. El Tratado de Badajoz en 1802, reconoció la soberanía española en los territorios conquistados en las Misiones Orientales, pero Portugal no los entregó y anuló el tratado el 1 de mayo de 1808, perdiéndose para España los siete pueblos y once estancias al este del río Uruguay.
En 1807 el partido de Tarija pasó a depender de la intendencia de Salta del Tucumán y el 2 de marzo de 1811 el rey le anexó el partido de Chichas: "(...) entendiéndose que debe considerarse incluso en el territorio de este último, el Partido de Tarija con Chichas". El pase jurisdiccional no pudo efectuarse completamente debido a las revoluciones de 1809 y 1810, generando posteriormente una disputa entre la Argentina y Bolivia (Cuestión de Tarija).
El gobernador intendente realista de Asunción del Paraguay, Bernardo de Velasco, remitió a Buenos Aires una nota comunicando el no reconocimiento de la Junta de Buenos Aires como autoridad sobre la Provincia del Paraguay. Velasco y sus adictos formaron una junta el 24 de junio de 1810, junta que reiteró su fidelidad a la monarquía española de Fernando VII y al Consejo de Regencia de España e Indias. El 17 de junio de 1811 un congreso paraguayo nombró una junta gubernativa presidida por Fulgencio Yegros, siendo depuesto Velasco.
El 13 de julio de 1810, el virrey del Perú decretó la reincorporación provisoria de las intendencias de Chuquisaca, Potosí, La Paz y Córdoba del Tucumán al virreinato del Perú, y en la práctica también el resto del Alto Perú. Aclarando el virrey en el decreto de anexión que lo hacía: hasta que se restablezca en su legítimo mando el Excmo. Señor Virey de Buenos-Ayres, y demás autoridades legalmente constituidas, pues solo la autoridad real podía desmembrar el territorio definitivamente del virreinato de Buenos Aires.

(...) una formal agregacion á este Gobierno, del mismo modo que lo estaba ántes de la ereccion de aquel Vireynato: así lo han solicitado por los mas expresivos oficios, el Señor Presidente de Charcas, su Real Audiencia, M. R. Arzobispo, I. Ayuntamiento, la Imperial Villa de Potosí, la ciudad de la Paz y Córdova del Tucuman, y siendo obligacion extrecha de los principales Gefes, ocurrir al pronto remedio de los males que amenazen á los fieles vasallos de S. M. por todos los medios que dicte la justicia: he venido en acceder á esa solicitud declarando quedar por ahora (y hasta que se restablezca en su legítimo mando el Excmo. Señor Virey de Buenos-Ayres, y demas autoridades legalmente constituidas) agregadas á este vireynato las expresadas Provincias dependientes de la gobernacion del Rio de la Plata, en todos los ramos de Hacienda, Guerra, Politica y Justicia (...) Lima y Julio 13 de 1810.
 Jph Abascal.
Decreto de agregación provisional del Alto Perú al virreinato del Perú

El 19 de enero de 1811 Francisco Javier de Elío declaró a Montevideo capital del virreinato y asumió como virrey del Río de la Plata (cargo para el que fue nombrado por el Consejo de Regencia el 31 de agosto de 1810), pero la población rural de la Banda Oriental rechazó la autoridad del nuevo virrey en febrero de 1811, hecho conocido como "el Grito de Asencio".

## Organización judicial
Al constituirse al virreinato en 1776 la Real Audiencia de Chile mantuvo su jurisdicción sobre el corregimiento de Cuyo como audiencia pretorial y la de Charcas pasó a ser audiencia virreinal con jurisdicción sobre el resto del nuevo virreinato.
El 14 de abril de 1783 fue dictada la real cédula creadora de la Real Audiencia de Buenos Aires, "la cual tenga por distrito la provincia de este nombre y las tres del Paraguay, Tucumán y Cuyo". La instalación solemne de la audiencia se realizó el 8 de agosto de 1785. Su territorio se segregó de la Real Audiencia de Charcas excepto Cuyo que pertenecía a la Real Audiencia de Chile. A partir de entonces el virreinato quedó judicialmente dividido entre las audiencias de Buenos Aires (virreinal) y de Charcas, que pasó a ser audiencia subordinada.
En 1787 se creó la Real Audiencia del Cuzco (como subordinada), incluyendo en su jurisdicción a los partidos de Carabaya, Lampa y Azángaro pertenecientes a la intendencia de Puno. Los partidos de Paucarcolla y Chucuito continuaron dependiendo de la Real Audiencia de Charcas. Cuando el 1 de febrero de 1796 la intendencia de Puno pasó a depender del virreinato del Perú los partidos de Paucarcolla y de Chucuito fueron transferidos de la audiencia de Charcas a la del Cuzco, volviendo a quedar el virreinato del Río de la Plata dividido entre las audiencias de Buenos Aires y de Charcas.
Tras la revolución del 25 de mayo de 1810 la audiencia de Buenos Aires funcionó hasta el 23 de enero de 1812, cuando el Primer Triunvirato sancionó el Reglamento de Institución y Administración de Justicia del gobierno Superior Provisional de las Provincias Unidas del Río de la Plata, que reemplazó la real audiencia por la Cámara de Apelaciones.
Tras diversas vicisitudes, el 22 de febrero de 1825 el coronel Francisco López se pronunció en Chuquisaca contra el gobierno español, y el 25 de abril de 1825 ingresó en ella el Ejército Unido Libertador del Perú. El 27 de abril de 1825 Antonio José de Sucre dictó el decreto que creó la Corte Superior de Chuquisaca que sustituyó a la Real Audiencia de Charcas, y señaló el 25 de mayo de 1825 como la fecha de su instalación.

1°. Se establece en Chuquisaca la corte superior de justicia de las provincias del Alto Perú que sustituye a la antigua audiencia española.

## Organización territorial

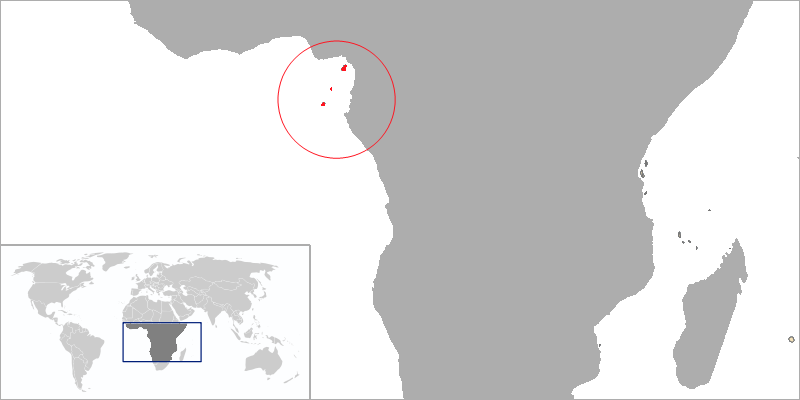
En la costa del golfo de Guinea, en África, la gobernación de Fernando Poo y Annobón (1778-1780).

### Desde 1776 hasta 1784
Territorio jurisdiccional de la Real Audiencia de Charcas:
- Gobernación del Río de la Plata
  - Gobierno político y militar de Montevideo
  - Gobierno político y militar de las Misiones Guaraníes
  - Comandancia política y militar de las Islas Malvinas
- Gobernación del Paraguay
- Gobernación del Tucumán
- Gobernación de Santa Cruz de la Sierra

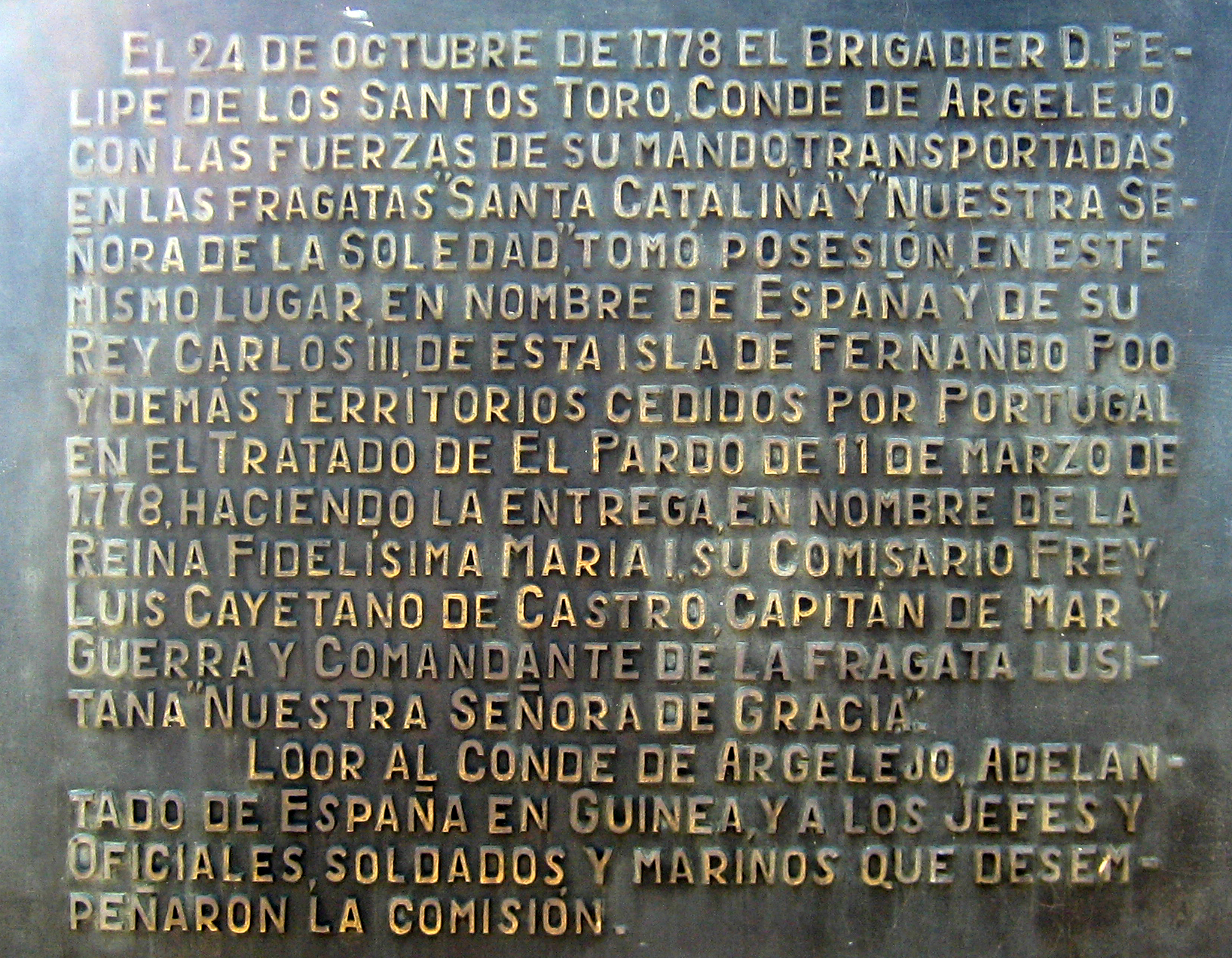
Placa conmemorativa de la expedición rioplatense que tomó posesión de la Isla de Fernando Póo, actual Guinea Ecuatorial.

  - Gobierno Político y Militar de Moxos (creado en 1777, corregimiento desde 1772)
  - Placa conmemorativa de la expedición rioplatense que tomó posesión de la Isla de Fernando Póo, actual Guinea Ecuatorial. Gobierno Político y Militar de Chiquitos (creado en 1777, corregimiento desde 1772)
- Corregimiento de indios de Mizque y Pocona
- Corregimiento de indios de Carabaya
- Corregimiento de indios de Lampa
- Corregimiento de indios de Azángaro
- Corregimiento de La Paz
- Corregimiento de indios de Larecaja
- Corregimiento de indios de Sicasica
- Corregimiento de indios de Chulumani o Yungas (separado de Sicasica en 1780)
- Corregimiento de indios de Pacajes o Berenguela
- Corregimiento de indios de Omasuyos
- Corregimiento de indios de Paucarcolla
- Gobierno de Chucuito
- Gobierno de Potosí
- Corregimiento de Oruro
- Corregimiento de indios de Paria
- Corregimiento de indios de Carangas
- Corregimiento de indios de Chayanta
- Corregimiento de indios de Cochabamba
- Corregimiento de indios de Porco
- Corregimiento de Chichas y Tarija (entre 1780 y 1782 existió el gobierno político de la villa de Tarija separado del corregimiento y dependiente del virrey)
- Corregimiento de indios de Tomina
- Corregimiento de indios de Yamparaes
- Corregimiento de indios de Lipes
- Corregimiento de indios de Atacama
- Corregimiento de indios de Pilaya y Paspaya
- Superintendencia de los Establecimientos Patagónicos (1778-1785)
- Gobernación de Fernando Poo y Annobón (1778-1780)
- Gobierno de Santa Catalina (1777-1778)

Territorio jurisdiccional de la Real Audiencia de Chile:
- Corregimiento de Cuyo

### Organización a partir de 1784

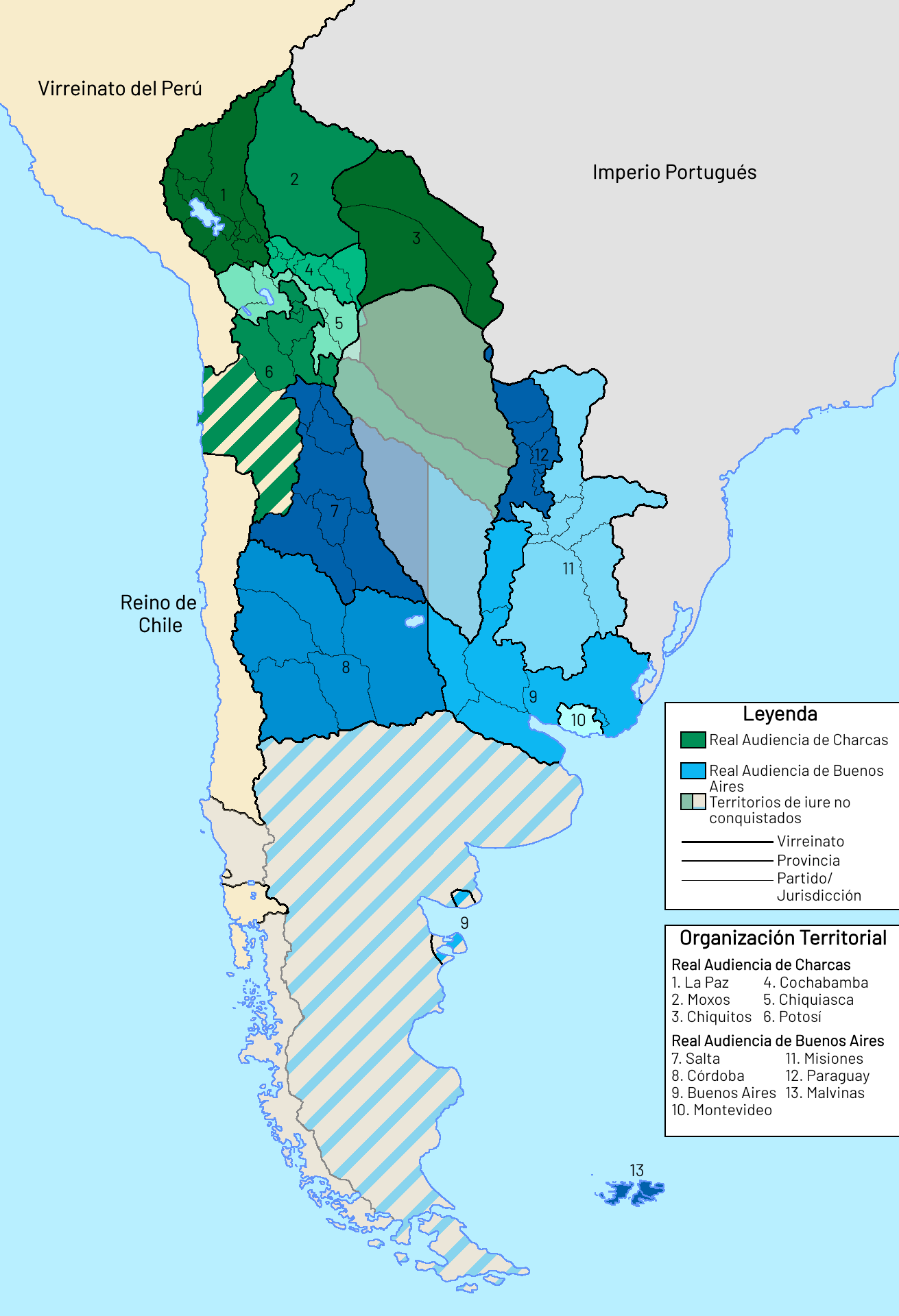
El Virreinato del Río de la Plata en 1783. El área costera del desierto de Atacama dio lugar posteriormente a la Cuestión del Paposo, por la cual Bolivia y Chile disputan si perteneció o no al virreinato del Río de la Plata.

De acuerdo a la lista suministrada por el virrey Arredondo en una carta al rey del 8 de mayo de 1794, la división territorial del virreinato era la siguiente (incluyendo modificaciones posteriores):
Los gobernadores intendentes tenían a su cargo el vicepatronato real y las 4 ramas de gobierno (denominadas causas) de: justicia, policía, hacienda, y guerra. Los gobernadores político-militares tenían el vicepatronato real y las causas de: justicia, policía, y guerra.
En el territorio jurisdiccional de la Real Audiencia de Charcas los subdelegados partidarios tenían a su cargo las 4 causas. La audiencia en el ramo de justicia tenía jurisdicción de apelación sobre:
- Gobernación intendencia de Chuquisaca, de La Plata o de Charcas (capital: ciudad de La Plata). El gobernador intendente era el presidente de la Real Audiencia de Charcas.
  - Partido de Yamparaez (ciudad de La Plata). Incluía a los indígenas de la ciudad de La Plata.
  - Partido de Pilaya y Paspaya (pueblo de Valle de Cinti)
  - Partido de Tomina (villa de La Laguna)
  - Partido de Paría (pueblo de Poopó)
  - Partido de Oruro (villa de Oruro) (en 1785/1786 pasó a ser subdelegación de dos causas)
  - Partido de Carangas (asiento del Espíritu Santo)
- Gobernación intendencia de La Paz (capital: ciudad de La Paz) (en junio de 1784 perdió los partidos de Paucarcolla (villa de Puno), Chucuito, Lampa, Azángaro, y Carabaya que pasaron a constituir la intendencia de Puno)
  - Partido de Pacas o Pacajes (pueblo de Caquiavire)
  - Partido de Omasuyos (pueblo de Achacache)
  - Partido de Larecaja (pueblo de Sorata)
  - Partido de Sicasica (pueblo de Sicasica)
  - Partido de Chulumani o Yungas (pueblo de Chulumani)
  - Partido de Caupolicán o Misiones de Apolobamba (pueblo de Apolobamba) (separado de Larecaja en 1786, al mando de un maestre de campo)
- Gobernación intendencia de Potosí (capital: Villa Imperial de Potosí)
  - Partido de Chayanta o Charcas (pueblo de Chayanta)
  - Partido de Atacama (pueblo de San Pedro de Atacama)
  - Partido de Chichas (pueblo de Tupiza)
  - Partido de Porco (pueblo de Puna)
  - Partido de Lípez (pueblo de San Cristóbal)
  - Partido de Tarija (villa de San Bernardo de Tarija) (separado de Chichas en 1785, fue transferido a Salta del Tucumán en 1807, pero no se cumplió plenamente el traspaso; en 1789 pasó a ser subdelegación de dos causas)
- Gobernación intendencia de Cochabamba (como subdelegación perteneció a la intendencia de Chuquisaca hasta 1783, cuando se ordenó que la villa de Cochabamba sea capital de la intendencia de Santa Cruz de la Sierra, esto efectuó en 1785, constituyéndose en una nueva intendencia) (capital: ciudad de Cochabamba[11])
  - Partido de Cliza (pueblo de Cliza)
  - Partido de Mizque (ciudad de Mizque)
  - Partido de Vallegrande (ciudad de Vallegrande)
  - Partido de Santa Cruz de La Sierra (ciudad de Santa Cruz de La Sierra) (en 1792 pasó a ser subdelegación de dos causas)
  - Partido de Sacaba o Sacava (pueblo de Sacaba)
  - Partido de Arque (pueblo de Arque)
  - Partido de Tapacarí o Quillacollo (pueblo de Tapacarí y después en el pueblo de Quillacollo)
  - Partido de Ayopaya, Hayopaya o Palca (pueblo de Palca)
- Gobierno político y militar de Moxos (capital: pueblo de San Pedro). En el ramo de hacienda dependía de la Real Audiencia de Charcas y en lo militar del intendente de Cochabamba.
- Gobierno político y militar de Chiquitos (capital: pueblo de San Rafael. A partir de 1804 la cabecera fue el pueblo de Santa Ana). En el ramo de hacienda dependía de la Real Audiencia de Charcas y en lo militar del intendente de Cochabamba.
- Gobernación intendencia de Puno (capital: villa de San Carlos de Puno) (separada de La Paz en 1784 y transferida al virreinato del Perú y a la Real Audiencia del Cuzco en 1796) (ciudad de Puno desde el 14 de octubre de 1805)
  - Partido de Chucuito (ciudad de indios de Chucuito)
  - Partido de Paucarcolla (pueblo de Guancané) (creado en 1793 incluyendo a los indígenas de la villa de Puno)
  - Partido de Lampa (pueblo de Lampa) (dependiente de la Real Audiencia del Cuzco desde 1787)
  - Partido de Azángaro (pueblo de Azángaro) (dependiente de la Real Audiencia del Cuzco desde 1787)
  - Partido de Carabaya (pueblo del Crucero) (dependiente de la Real Audiencia del Cuzco desde 1787)

En el territorio jurisdiccional de la Real Audiencia de Buenos Aires (creada en 1785) los subdelegados partidarios tenían a su cargo sólo las causas de hacienda y guerra. La Audiencia en el ramo de justicia tenía jurisdicción de apelación sobre:
- Gobernación intendencia del Paraguay o de Asunción (capital: ciudad de Asunción). Los subdelegados eran nominales ya que no tenían jurisdicción sobre las dos causas (jurisdicción directa del intendente), en general eran a su vez comandantes de armas.
  - Partido de Curuguaty (villa de San Isidro de Curuguaty)
  - Partido de Villa Real de la Concepción (Villa Real de la Concepción)
  - Partido de Villarica del Espíritu Santo (Villarica del Espíritu Santo)
  - Partido de Ycuamandiyú (creado en 1786) (villa de San Pedro de Ycuamandiyú)
- Gobernación intendencia de Córdoba del Tucumán (creada en 1783 al no constituirse las de San Miguel de Tucumán y Cuyo) (capital: ciudad de Córdoba)
  - Partido de Mendoza (ciudad de Mendoza). Perteneció a la Real Audiencia de Chile hasta 1785
  - Partido de La Rioja (ciudad de La Rioja)
  - Partido de San Juan (ciudad de San Juan). Perteneció a la Real Audiencia de Chile hasta 1785
  - Partido de San Luis (ciudad de San Luis). Perteneció a la Real Audiencia de Chile hasta 1785
- Gobernación intendencia de Salta del Tucumán (creada en 1783 al no constituirse la de San Miguel de Tucumán) (capital: ciudad de Salta desde 1792)
  - Partido de San Miguel de Tucumán (ciudad de San Miguel de Tucumán, capital de la intendencia desde 1784 a 1792)
  - Partido de Santiago del Estero (ciudad de Santiago del Estero)
  - Partido de Catamarca (ciudad de San Fernando del Valle de Catamarca)
  - Partido de Jujuy (ciudad de San Salvador de Jujuy)
  - Partido de Nueva Orán (creado en 1795) (ciudad de San Ramón de la Nueva Orán fundada el 16 de julio de 1794, con cabildo creado el 27 de julio de 1795). El subdelegado reunió además las causas de justicia y policía.
  - Partido de La Puna (pueblo de Santa Catalina). Desde 1796 el subdelegado reunió además las causas de justicia y policía.
- Gobernación intendencia de Buenos Aires (capital: ciudad de Buenos Aires). El gobernador intendente fue desde 1788 el virrey y presidente de la Real Audiencia de Buenos Aires.
  - Partido de Corrientes (tenencia de gobierno de Corrientes)(ciudad de Corrientes, subdelegado de hacienda y comandante de armas)
  - Partido de Santa Fe (tenencia de gobierno de Santa Fe) (ciudad de Santa Fe de la Vera Cruz, subdelegado de hacienda y comandante de armas)
  - Gobierno político y militar de Montevideo (capital: ciudad de Montevideo). En el ramo de hacienda dependía del virrey.
- Gobierno político y militar de los Treinta Pueblos de las Misiones Guaraníes (capital: pueblo de Candelaria). Creado en 1803, antes era gobernación, desde 1806 el gobernador era el intendente del Paraguay. 
  - Departamento de Santiago (pueblo de Santiago). En el ramo de hacienda dependía del gobernador intendente del Paraguay
  - Departamento de Candelaria (pueblo de Candelaria). Su titular era el gobernador. En el ramo de hacienda dependía del gobernador intendente del Paraguay.
  - Departamento de Yapeyú (pueblo de Yapeyú, teniente gobernador). En el ramo de hacienda dependía del intendente de Buenos Aires hasta 1788 y luego del virrey.
  - Departamento de Concepción (pueblo de Concepción, teniente gobernador). En el ramo de hacienda dependió del intendente de Buenos Aires hasta 1788 y luego del virrey.
  - Departamento de San Miguel (pueblo de San Miguel, teniente gobernador). En el ramo de hacienda dependió del intendente de Buenos Aires hasta 1788 y luego del virrey. (Ocupado por Portugal desde 1801).

### Intendencias proyectadas en 1782 y suprimidas en 1783
- Intendencia de Santa Cruz de la Sierra (capital: ciudad de Santa Cruz de La Sierra)
  - Partido de Cliza (Cliza) (separado de Santa Cruz de la Sierra en 1782)
  - Partido de Mizque (ciudad de Mizque)
  - Partido de Vallegrande (ciudad de Vallegrande) (separado de Santa Cruz de la Sierra en 1782)
  - Partido de Sacaba o Sacava (Sacaba) (separado de Santa Cruz de la Sierra en 1782)
  - Partido de Arque (Arque) (separado de Santa Cruz de la Sierra en 1782)
  - Partido de Tapacarí o Quillacollo (Tapacarí y después en Quillacollo) (separado de Santa Cruz de la Sierra en 1782)
  - Partido de Ayopaya, Hayopaya o Palca (Palca) (separado de Santa Cruz de la Sierra en 1782)
  - Gobierno político y militar de Moxos (capital: pueblo de San Pedro)
  - Gobierno político y militar de Chiquitos (capital: pueblo de San Rafael)
- Intendencia de San Miguel de Tucumán (capital: ciudad de San Miguel de Tucumán)
  - Partido de Santiago del Estero (ciudad de Santiago del Estero) (separado de la gobernación del Tucumán en 1782)
  - Partido de Catamarca (ciudad de San Fernando del Valle de Catamarca) (separado de la gobernación del Tucumán en 1782)
  - Partido de Jujuy (ciudad de San Salvador de Jujuy) (separado de la gobernación del Tucumán en 1782)
  - Partido de Salta (ciudad de Salta) (separado de la gobernación del Tucumán en 1782)
  - Partido de Córdoba (ciudad de Córdoba) (separado de la gobernación del Tucumán en 1782)
  - Partido de La Rioja (ciudad de La Rioja) (separado de la gobernación del Tucumán en 1782)
  - Partido de La Puna (Santa Catalina)
- Intendencia de Cuyo (capital: ciudad de Mendoza)
  - Partido de San Juan (ciudad de San Juan) (separado del corregimiento de Cuyo en 1782)
  - Partido de San Luis (ciudad de San Luis) (separado del corregimiento de Cuyo en 1782)

## Organización eclesiástica

### Previa al virreinato
El 1 de julio de 1547 fue erigida la diócesis de Asunción (Paraguay o Río de la Plata).
La diócesis de La Plata o Charcas fue erigida el 27 de junio de 1552, sufragánea de la arquidiócesis de Lima. El 27 de junio de 1561 perdió parte de su territorio al erigirse la diócesis de Santiago de Chile.
El 10 de mayo de 1570 fue erigida la diócesis del Tucumán con territorios separados de la jurisdicción de la diócesis de Santiago de Chile. Su primer obispo se instaló en Santiago del Estero en noviembre de 1581.
Con partes de la diócesis de Charcas, fueron erigidas las diócesis de La Paz (4 de julio de 1605) y Santa Cruz de la Sierra (5 de julio de 1605).
El 20 de julio de 1609 fue erigida la arquidiócesis de Charcas, quedando como sus sufragáneas las diócesis de (hasta entonces sufragáneas de Lima): Asunción, Tucumán, La Paz y Santa Cruz de la Sierra.
El 6 de abril de 1620 fue creada la diócesis de Buenos Aires (o del Río de la Plata), segregándola de la de Asunción, como sufragánea de Charcas.
El 28 de noviembre de 1697 el papa Inocencio XII trasladó a Córdoba la sede del obispado del Tucumán.

### Durante el virreinato
Al establecerse el virreinato en 1776 la Iglesia católica tenía en ese territorio las siguientes diócesis:
- Arquidiócesis de Charcas (sede en la ciudad de La Plata), de la cual eran sufragáneas:
  - Diócesis del Paraguay (sede en la ciudad de Asunción)
  - Diócesis del Tucumán (sede en la ciudad de Córdoba)
  - Diócesis de La Paz (sede en la ciudad de La Paz)
  - Diócesis de Santa Cruz de la Sierra (sede en la ciudad de Santa Cruz de la Sierra)

El corregimiento de Cuyo era parte de la diócesis de Santiago de Chile, sufragánea de la arquidiócesis de Lima.
El 28 de marzo de 1806 por medio de la bula Regalium Principum fue erigida la diócesis de Salta, con territorios separados de la de Córdoba (o Tucumán), sufragánea de Charcas.
Por real cédula del 17 de febrero de 1807, los partidos de Mendoza, San Juan y San Luis fueron separados del obispado de Santiago de Chile e incorporados al obispado del Tucumán, mientras que el partido de Tarija fue separado del arzobispado de Charcas y anexado al obispado de Salta. Otra cédula real del 2 de marzo de 1811 aclaró que el partido Chichas quedaba incluido en el de Tarija y anexado al obispado de Salta.
Al finalizar la existencia del virreinato del Río de la Plata existían las siguientes diócesis:
- Arquidiócesis de Charcas, cuyas sufragáneas eran:

1. Diócesis de Asunción del Paraguay
2. Diócesis de La Paz
3. Diócesis de Santa Cruz de la Sierra
4. Diócesis de Buenos Aires
5. Diócesis del Tucumán
6. Diócesis de Salta

## Cabildos
La administración local de las ciudades y de las villas organizadas estaba encabezada por ayuntamientos denominados cabildos, existiendo para los españoles en el Río de la Plata los siguientes (con fechas de fundaciones durante la existencia del virreinato):
- Ciudades: Buenos Aires, Montevideo, San Fernando de Maldonado (con cabildo y confirmación de ciudad desde el 5 de septiembre de 1784),[13] Santa Fe, Corrientes, Asunción, Córdoba, San Luis, Mendoza, San Juan, La Rioja, Santiago del Estero, San Fernando del Valle de Catamarca, San Miguel de Tucumán, Salta, San Salvador de Jujuy, San Ramón de la Nueva Orán (fundada el 31 de agosto de 1794), La Plata o Chuquisaca, La Paz, Cochabamba (ciudad desde el 26 de mayo de 1786), Mizque o Salinas del Río Pisuerga, Santa Cruz de la Sierra, Vallegrande o Jesús y Montes Claros de los Caballeros.
- Villas: Villa Imperial de Potosí, Villarica del Espíritu Santo, Luján, Concepción del Uruguay o Arroyo de la China (fundada el 25 de junio de 1783), Gualeguaychú (fundada el 18 de octubre de 1783), Gualeguay (fundada el 19 de marzo de 1783), San Juan Bautista o Santa Lucía (fundada el 19 de diciembre de 1782), San José (fundada el 1 de junio de 1783), Nuestra Señora de Guadalupe o Canelones (fundada el 10 de junio de 1782), Santo Domingo Soriano (dejó de ser pueblo de indios el 21 de mayo de 1802, pasando a ser de españoles), Colonia del Sacramento (declarada villa con cabildo en 1809),[14] Pilar de Ñeembucú (fundada el 12 de octubre de 1779), San Isidro Labrador de Curuguaty, Concepción del Río Cuarto (fundada el 11 de noviembre de 1786), La Carlota (fundada el 13 de febrero de 1789),[15] San Bernardo de Tarija, Oruro o San Felipe de Austria, San Carlos de Puno (ciudad desde el 14 de octubre de 1805, pero perteneciente al Perú desde 1796).

Los pueblos de indios tenían sus propios cabildos, entre ellos: Santa Lucía de los Astos, San Fernando de las Garzas, Santa Ana de los Guácaras e Itatí (dependientes del cabildo de Corrientes); Santiago del Baradero, Santa Cruz de los Quilmes, Santo Domingo Soriano (dejó de ser pueblo de indios el 21 de mayo de 1802, pasando a ser de españoles) (dependientes del cabildo de Buenos Aires); San Francisco Javier, San Jerónimo del Rey y San Pedro (dependientes del cabildo de Santa Fe); Tuama, Manugasta, Sumamao, Alagastiné, Tilingo, Pitambala, Soconcho, Umanaq, Sabagasta, Pasado, Salavina, Mamblachi, Asingasta, Guañagasta, Inquiliguala, Matará, Mopa, Asogasta, Lasco y Anchanga (dependientes del cabildo de Santiago del Estero en 1778); Cosquín, La Toma, Nono en Traslasierra de Achala, Pichana, Quilino, Salsacate, San Antonio de Nonsacate, San Jacinto y Soto (dependientes del cabildo de Córdoba en 1785). De acuerdo a la relación de Félix de Azara en diciembre de 1785 existían en el Paraguay: el pueblo de negros de Emboscada; los pueblos de indios fundados por los franciscanos: Ypané, Guarambaré, Itá, Yaguarón, Atyrá, Tobatí, Caazapá, Yuty, Los Altos, Itapé; los fundados por los jesuitas: San Estanislao, San Joaquín, Nuestra Señora de Belén.
El pueblo de indios de Chucuito era un repartimiento real con título de ciudad, cuyo cabildo formado por indígenas debía ser integrado por un alguacil mayor y un escribano españoles, además de su corregidor mientras lo hubo. Fue transferido al virreinato del Perú en 1796 como parte de la intendencia de Puno.